# Prince George Circuit
Koordinati:   33°02′55″S, 27°52′25″E
Prince George Circuit je dirkališče, ki leži v bližini južnoafriškega mesta East London. Med letoma 1962 in 1965 je gostilo dirko Formule 1 za Veliko nagrado Južne Afrike.

## Zmagovalci
| Leto | Dirkač      | Moštvo       | Poročilo |
| ---- | ----------- | ------------ | -------- |
| 1965 | Jim Clark   | Lotus-Climax | Poročilo |
| 1963 | Jim Clark   | Lotus-Climax | Poročilo |
| 1962 | Graham Hill | BRM          | Poročilo |